# Lijst van burgemeesters van Cuijk
Dit is een lijst van burgemeesters van de Nederlandse gemeente Cuijk in de provincie Noord-Brabant. De gemeente ontstond in 1994 uit een fusie van de gemeenten Cuijk en Sint Agatha, Haps en Beers, en ging in 2022 op in de nieuwe gemeente Land van Cuijk.
| Ambtsperiode                       | Naam burgemeester      | Partij of stroming | Bijzonderheden |
| ---------------------------------- | ---------------------- | ------------------ | -------------- |
| 1994 - 1 februari 2000             | Henk (H.J.) Hendriksen | PvdA               |                |
| 17 april 2000 - 1 februari 2010    | Leo (L.M.) Schoots     | PvdA               |                |
| 1 februari 2010 - 1 februari 2011  | Paul (P.) Mengde       | PvdA               | waarnemend     |
| 1 februari 2011 - 31 december 2021 | Wim (W.A.G.) Hillenaar | CDA                |                |